# Monhystera psammophila
Monhystera psammophila är en rundmaskart som beskrevs av Juget 1969. Monhystera psammophila ingår i släktet Monhystera och familjen Monhysteridae. Inga underarter finns listade i Catalogue of Life.